# Stingray iConcerts
Stingray iConcerts é um canal de televisão dedicado exclusivamente à música ao vivo, que foi lançado a 21 de junho de 2006. Operado por Stingray, está disponível em 85 países.
O canal é particularmente forte no rock clássico e no pop-rock, mas todo o estilo de música está coberto.

## Plataforma
O canal está disponível em definição padrão (SD), alta definição e Video-on-demand.
Segundo Etienne Mirlesse (cofundador de iConcerts), iConcerts é «uma marca global para o ramo local».

## Programas
- Koko Pop
- Later... with Jools Holland
- Other Voices
- Playlist